# 扶養控除
扶養控除（ふようこうじょ）とは、納税者本人に配偶者以外の扶養親族がある場合、その人数に応じて一定額を所得金額から差し引くことが認められる税金の控除制度をいう。

## 制度の内容
日本では、所得税及び個人住民税において、納税者が16歳以上の扶養親族を有する場合に、控除対象扶養親族一人につき所定の控除額が総所得金額等から控除される。所得控除であり、人的控除である。（所得税法第84条、地方税法第314条の2）

年末調整等にて提出するマルフ。扶養控除の申告が出来る。

### 扶養親族の要件
扶養親族の身分要件は、その年12月31日現在（死亡時はその時の現況）で、次のすべてに該当するものである。
- 配偶者以外の親族（6親等内の血族及び3親等内の姻族）、都道府県知事から養育を委託された児童(いわゆる里子)、又は市町村長から養護を委託された老人であること。
- 納税者と生計を一にしていること。
  - 生計を一にしているとは、日常生活上同居し生計を共にすることを言い、就業・修学・療養のために別居している場合であって仕送り等により生計を共にしている場合を含む。例えば郷里の父母や、子息に仕送りをしているなど。海外留学の子供は、国外の留学先でアルバイトしても1年以上の出国の場合、非居住者に該当し国外での所得は日本での合計所得に計算されない。
- 親族等の合計所得金額が58万円（給与所得のみの場合、給与収入123万円）以下であること（令和7年12月以後に適用）。
  - 2019年分迄は、合計所得金額が38万円（給与所得のみの場合、給与収入103万円）以下であること。
  - 2020～2024年分は、合計所得金額が48万円（給与所得のみの場合、給与収入103万円）以下であること。
- 青色申告者の事業専従者としてその年を通じて一度も給与の支払を受けていないこと、かつ白色申告者の事業専従者でないこと。

そして、控除対象扶養親族の身分要件は、扶養親族のうち年齢16歳以上の者である。また特定扶養親族は、そのうち年齢19歳以上22歳以下の者をいう。

### 控除額
| 対象者                                | 年齢     | 控除額                   |
| ------------------------------------- | -------- | ------------------------ |
| 年少扶養親族                          | 16歳未満 | -                        |
| 一般の控除対象扶養親族                | 16-18歳  | 38万円（住民税：33万円） |
| 特定扶養親族                          | 19-22歳  | 63万円（ 〃 45万円）     |
| 一般の控除対象扶養親族 （下記を除く） | 23-69歳  | 38万円（ 〃 33万円）     |
| 一定の国外居住親族 （2023年分以後）   | 30-69歳  | -                        |
| 老人扶養親族（同居老親等）            | 70歳以上 | 58万円（ 〃 45万円）     |
| 老人扶養親族（その他）                | 70歳以上 | 48万円（ 〃 38万円）     |

### 特定親族特別控除
特定親族特別控除は、所得が扶養控除における身分要件となる金額を超えた場合に、被扶養者の所得に応じて控除額を段階的に減らすようにする制度。19歳～22歳の特定親族の合計所得金額が58万円を超えても123万円以下であれば、控除を受けることができる（令和7年12月以後に適用）。（所法84条の2）
| 親族等の合計所得金額 | 控除額                   |
| -------------------- | ------------------------ |
| 58万円超85万円以下   | 63万円（住民税：45万円） |
| 85万円超90万円以下   | 61万円（ 〃 45万円）     |
| 90万円超95万円以下   | 51万円（ 〃 45万円）     |
| 95万円超100万円以下  | 41万円（ 〃 同額）       |
| 100万円超105万円以下 | 31万円（ 〃 同額）       |
| 105万円超110万円以下 | 21万円（ 〃 同額）       |
| 110万円超115万円以下 | 11万円（ 〃 同額）       |
| 115万円超120万円以下 | 06万円（ 〃 同額）       |
| 120万円超123万円以下 | 03万円（ 〃 同額）       |

### 留意点
- 2026年1月以後の給与等に係る源泉所得税では、「控除対象扶養親族」ではなく、「源泉控除対象扶養親族」に該当する場合に扶養親族等の数に算入される。源泉控除対象扶養親族の所得要件は、扶養親族の合計所得金額58万円以下（19～22歳の扶養親族：100万円以下）。
- 年少扶養親族は、子ども手当（現・児童手当）の導入に伴い年少扶養控除の適用対象外であるが[2]、障害者に該当する場合の障害者控除は認められる[3]。また、住民税において適用対象外であっても、住民税の非課税限度額の人数計算には算入される[4]。
- 同居老親等は、納税者本人又はその配偶者の直系尊属となる老人扶養親族で、その納税者等と普段同居している者をいう[5]。
- 2016年分以後は、非居住者である親族を扶養控除等の対象にする場合には、一定の親族関係書類と送金関係書類等が必要とされる。なお2023年分以後は、非居住者である扶養親族（年齢30歳～69歳に限る）のうち、留学生、障害者、生活費又は教育費に充てるための送金を38万円以上受けている者の何れにも該当しないものは、控除対象扶養親族から外される[6]。